# Număr barionic
În fizica particulelor, numărul barionic este un număr cuantic aditiv strict conservat al unui sistem. Este definit ca fiind {\displaystyle B={\frac {1}{3}}(n_{\text{q}}-n_{\rm {\overline {q}}}),} unde {\displaystyle n{\rm {q}}} este numărul de quarcuri, iar {\displaystyle n_{\overline {q}}} este numărul de antiquarcuri. Barionii (trei quarcuri) au un număr barionic de +1, mezonii (un quarc, un antiquarc) au un număr barionic de 0, iar antibarionii (trei antiquarcuri) au un număr barionic de −1. Hadronii exotici precum pentaquarcurile (patru quarcuri, un antiquarc) și tetraquarcurile⁠(d) (două quarcuri, două antiquarcuri) sunt de asemenea clasificați ca barioni și mezoni în funcție de numărul lor barionic.

## Numărul barionic vs. numărul quarcurilor
Quarcurile poartă nu doar sarcină electrică, ci și alte sarcini precum sarcina de culoare și izospin slab. Datorită unui fenomen cunoscut sub numele de confinarea culorii, un hadron nu poate avea o sarcină de culoare netă; adică, sarcina totală de culoare a unei particule trebuie să fie zero („albă”). Un quarc poate avea una din cele trei „culori”, numite „roșu”, „verde” și „albastru”, în timp ce un antiquarc poate fi fie „antiroșu”, „antiverde” sau „antialbastru”.
Pentru hadronii normali, o culoare albă poate fi astfel obținută în unul din cele trei moduri:
- Un quarc de o culoare cu un antiquarc de anticuloarea corespunzătoare, dând un mezon cu număr barionic 0.
- Trei quarcuri de culori diferite, dând un barion cu număr barionic +1.
- Trei antiquarcuri de anticulori diferite, dând un antibarion cu număr barionic − 1.

Numărul barionic a fost definit cu mult înainte de stabilirea modelului quarcurilor, astfel încât, în loc să schimbe definițiile, fizicienii de particule au dat quarcurilor o treime din numărul barionic. În zilele noastre, ar putea fi mai precis să vorbim despre conservarea numărului quarcurilor.
În teorie, hadronii exotici se pot forma prin adăugarea de perechi de quarcuri și antiquarcuri, cu condiția ca fiecare pereche să aibă o culoare/anticuloare corespunzătoare. De exemplu, un pentaquarc (patru quarcuri, un antiquarc) ar putea avea culorile individuale ale quarcurilor: roșu, verde, albastru, albastru și antialbastru. În 2015, colaborarea LHCb⁠(d) de la CERN a raportat rezultate consistente cu stările de pentaquarcuri în dezintegrarea barionilor Lambda inferiori (Λ0
i).

## Particule care nu sunt formate din quarcuri
Particulele fără niciun quarc au un număr barionic de zero. Astfel de particule sunt:
- leptoni – electronul, muonul, tauonul și neutrinul corespunzător lor
- bosoni vectoriali – fotonul, bosonii W și Z, gluonii
- bosonul scalar – bosonul Higgs
- bosonul tensorial de ordinul doi – gravitonul ipotetic

## Conservare
Numărul barionic este conservat în toate interacțiunile modelului standard, cu o posibilă excepție. Conservarea se datorează simetriei globale {\displaystyle U(1)_{V}} a Lagrangianului QCD. „Conservat” înseamnă că suma numărului barionic al tuturor particulelor incidente este aceeași cu suma numerelor barionice ale tuturor particulelor rezultate din reacție. Singura excepție este anomalia ipotetică Adler–Bell–Jackiw (ABJ) în interacțiunile electroslabe; cu toate acestea, sfaleronii⁠(d) nu sunt atât de comuni și ar putea apărea la niveluri ridicate de energie și temperatură și pot explica bariogeneza electroslabă și leptogeneza. Sfaleronii electroslabi pot schimba doar numărul barionic și/sau leptonic cu 3 sau multipli de 3 (coliziunea a trei barioni în trei leptoni/antileptoni și invers). Nu s-au observat încă dovezi experimentale ale sfaleronilor.
Conceptele ipotetice ale modelelor teoriei marii unificări și supersimetrie permit transformarea unui barion în leptoni și antiquarcuri (vezi B - L), încălcând astfel conservarea atât a numărului barionic, cât și a celui leptonic. Dezintegrarea protonului ar fi un exemplu al unui astfel de proces care are loc, dar nu a fost niciodată observat.
Conservarea numărului barionic nu este consistentă cu fizica evaporării găurilor negre prin radiația Hawking. În general, se așteaptă ca efectele gravitaționale cuantice să încalce conservarea tuturor încărcărilor asociate cu simetriile globale. Încălcarea conservării numărului barionic l-a determinat pe John Archibald Wheeler să speculeze asupra unui principiu de mutabilitate pentru toate proprietățile fizice.